# Чеський Кубок пойштовни 2006
Чеський Кубок пойштовни 2006 — міжнародний хокейний турнір у Чехії в рамках Єврохокейтуру, проходив 31 серпня — 3 вересня 2006 року у місті Ліберець, один матч відбувся у Лінчепінгу.

## Результати та таблиця
| 1. | Росія     | ***      | 4:3      | 4:3 бул. | 4:3      | 3 | 2 | 1 | 0 | 0 | 12:9 | 8 |
| 2. | Фінляндія | 3:4      | ***      | 3:2      | 1:2 бул. | 3 | 1 | 0 | 1 | 1 | 7:8  | 4 |
| 3. | Швеція    | 3:4 бул. | 2:3      | ***      | 4:2      | 3 | 1 | 0 | 1 | 1 | 9:9  | 4 |
| 4. | Чехія     | 3:4      | 2:1 бул. | 2:4      | ***      | 3 | 0 | 1 | 0 | 2 | 7:9  | 2 |

М — підсумкове місце, І — матчі, В — перемоги, ВО — перемога по булітах (овертаймі), ПО — поразка по булітах (овертаймі), П — поразки, Ш — закинуті та пропущені шайби, О — очки

## Найкращі гравці турніру
| Воротар  | Синухе Валлінхеймо |
| Захисник | Радек Хамр         |
| Нападник | Антон Кур'янов     |